# جوانا هايدريش
جوانا هايدريش (مواليد 1991) هي لاعبة كرة طائرة شاطئية سويسرية.